# Budget du gouvernement du Québec de 2025
 (mai 2025).
Lire en ligne

Discours sur le budget

Budget de dépenses

2024
Le budget du gouvernement du Québec de 2025 s'appliquant à l'année fiscale 2025-26 a été présenté par Eric Girard le 25 mars 2025 à l'Assemblée nationale. C'est le septième exposé budgétaire d'Eric Girard et le troisième budget de la 43e législature du Québec.